# Matthias Beckmann (Musiker)

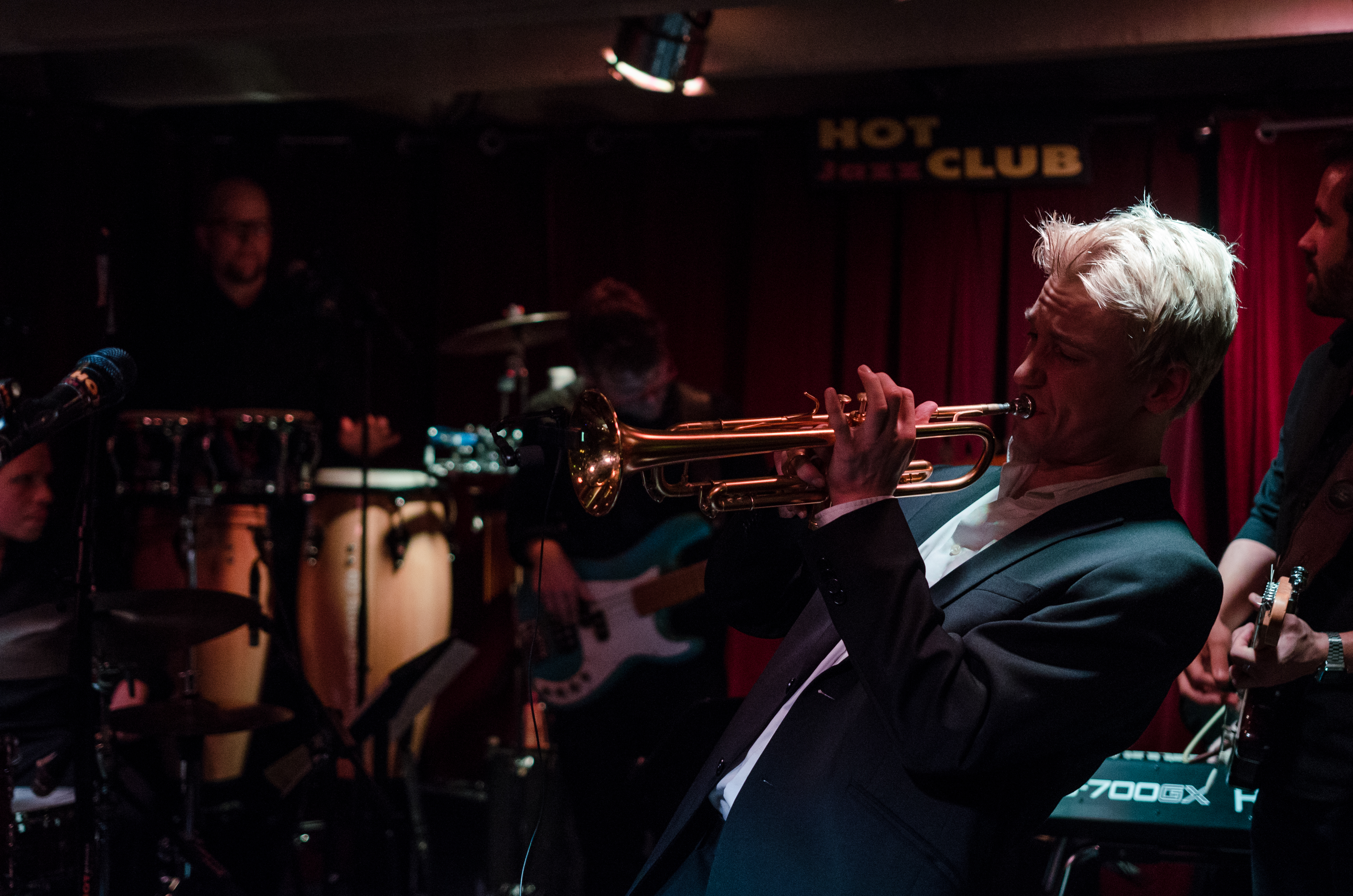
Matthias Beckmann mit seiner Band im Hot Jazz Club Münster 2015

Matthias Beckmann (* 5. Oktober 1984 in Münster, Westfalen) ist ein deutscher Jazzmusiker (Trompete, Flügelhorn), Komponist, Arrangeur und Musikpädagoge. 

## Leben und Wirken
Geprägt durch seinen Vater Werner, einem Amateursaxophonisten, spielte Beckmann ab dem 8. Lebensjahr im örtlichen Posaunenchor und erhielt seit dem 12. Lebensjahr Trompetenunterricht u. a. von Anja Bareither, Christian Kappe und Uli Beckerhoff. 
Er begann 2006 das Jazz- und Pop-Studium am Königlichen Konservatorium in Den Haag, welches er 2011 mit dem Hauptstudium am ArtEZ Conservatorium in Enschede mit Auszeichnung abschloss. Er erhielt hier Unterricht bei Jarmo Hoogendijk, Eric Vloeimans, Jan Wessels, Reijer Dorressteijn und Joan Reinders. Darüber hinaus besuchte er Meisterkurse bei Ruud Breuls, Ack van Rooyen, Jan van Duikeren, Wim Both, Ingolf Burkhardt, Malte Burba und Till Brönner.
Matthias Beckmann arbeitete in unterschiedlichen Projekten mit Dr. Ring-Ding, Roger Trash, Mirko Gibson, Markus Wentz und der Soulband "Soulfamily" zusammen.
Seit 2012 tritt er mit der Matthias Beckmann Band und zusätzlich seit 2015 als Duo Matthias Beckmann - Erick Paniagua (Kontrabass & Gitarre) auf.
Matthias Beckmann spielt eine B5 Trompete und ein BR2 Flügelhorn von  Van Laar.

## Preise und Auszeichnungen
- Preisträger bei Jugend jazzt NRW (2005)

## Diskografie
- Mpenzi Wangu (2017) bei Mons Records

## Lexigraphische Einträge
- Friedel Keim, Das große Buch der Trompete – Band 2 – Instrument, Geschichte, Trompeterlexikon. Schott Music GmbH & Co. KG, Mainz 2009, ISBN 978-3-7957-0677-7.